# 1906 în artă
← 1903 în artă — 1904 în artă — 1905 în artă ——  1906 în artă  —— 1907 în artă — 1908 în artă — 1909 în artă →
1906 în artă implică o serie de evenimente:

## Evenimente

Poster al lui Fritz Bleyl realizat pentru prima expoziție a grupului artistic Die Brücke

### Evenimente artistice oriunde
- Între 12 mai - 31 octombrie – A avut loc A treia expoziție germană de arte și meserii, la Dresda (germană Dritte Deutsche Kunstgewerbeausstellung Dresden)
- Septembrie - Octombrie – Prima expoziție de grup a mișcării artistice și a grupului de artiști vizuali Die Brücke, în Dresden.

Fără date precise:
- Gwen John începe să pozeze pentru Auguste Rodin.
- Hilma af Klint începe să picteze în stilul artei abstracte, incluzând prima sa pictură din seria numită ulterior Haos primordial
- Paula Modersohn-Becker begins a series of nude portraits of herself and of other women and children in Paris.
- Juan Gris, Amedeo Modigliani și Gino Severini ajung toți trei la Paris.
- Walter Sickert picteză scene de teatru muzical, din genul cunoscut ca music hall (engleză music hall) în Londra și la Paris.
- Ferdinand Preiss inaugurează atelierul său din Berlin.
- Muzeul de Arte Frumoase din Budapesta este terminat.

## Lucrări
- Umberto Boccioni – Auto-portret
- Antoine Bourdelle – Fructul (sculptură)
- Olga Boznańska – Portretul unei doamne cu pălărie albă
- Paul Cézanne – Grădinarul Vallier
- Robert Delaunay – Omul cu laleaua (Portretul lui Jean Metzinger)
- André Derain – Podul pietonal Charing
- Daniel Chester French and Edward Clark Potter
  - Statuia ecvestră a lui Charles Devens (engleză Equestrian statue of Charles Devens)
  - Daniel Chester French împreună cu Edward Clark Potter – Progresul statului - (engleză Progress of the State, cunoscută și sub popularul nume de Quadriga)

## Galerie (lucrări din 1906)

Lucrări reprezentative
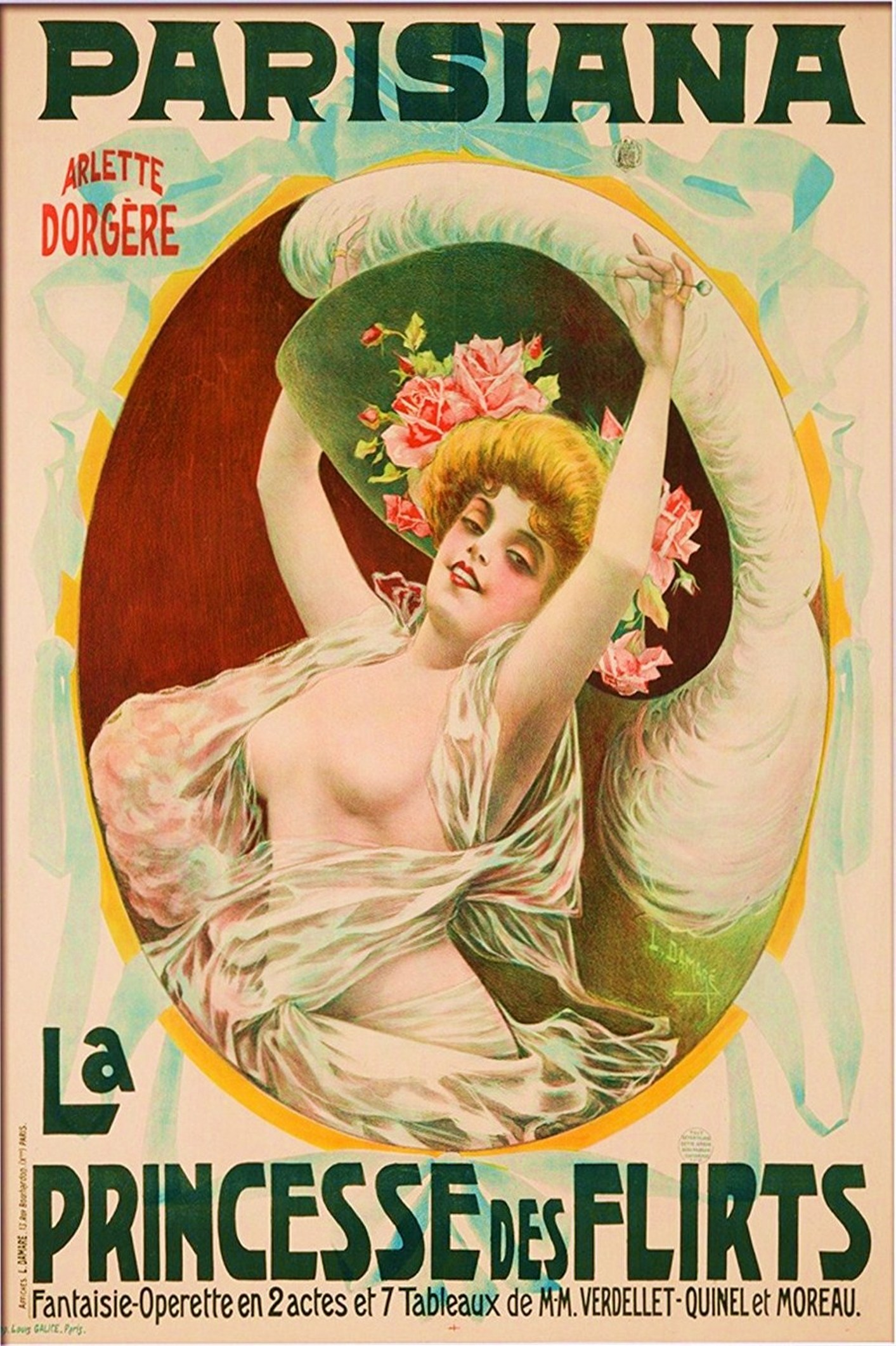
1906 — Poster al artistei Arlette Dorgère (1880 - 1965), realizat de Louis Damaré (18.. - 1927) – Poster - Au Parisiana
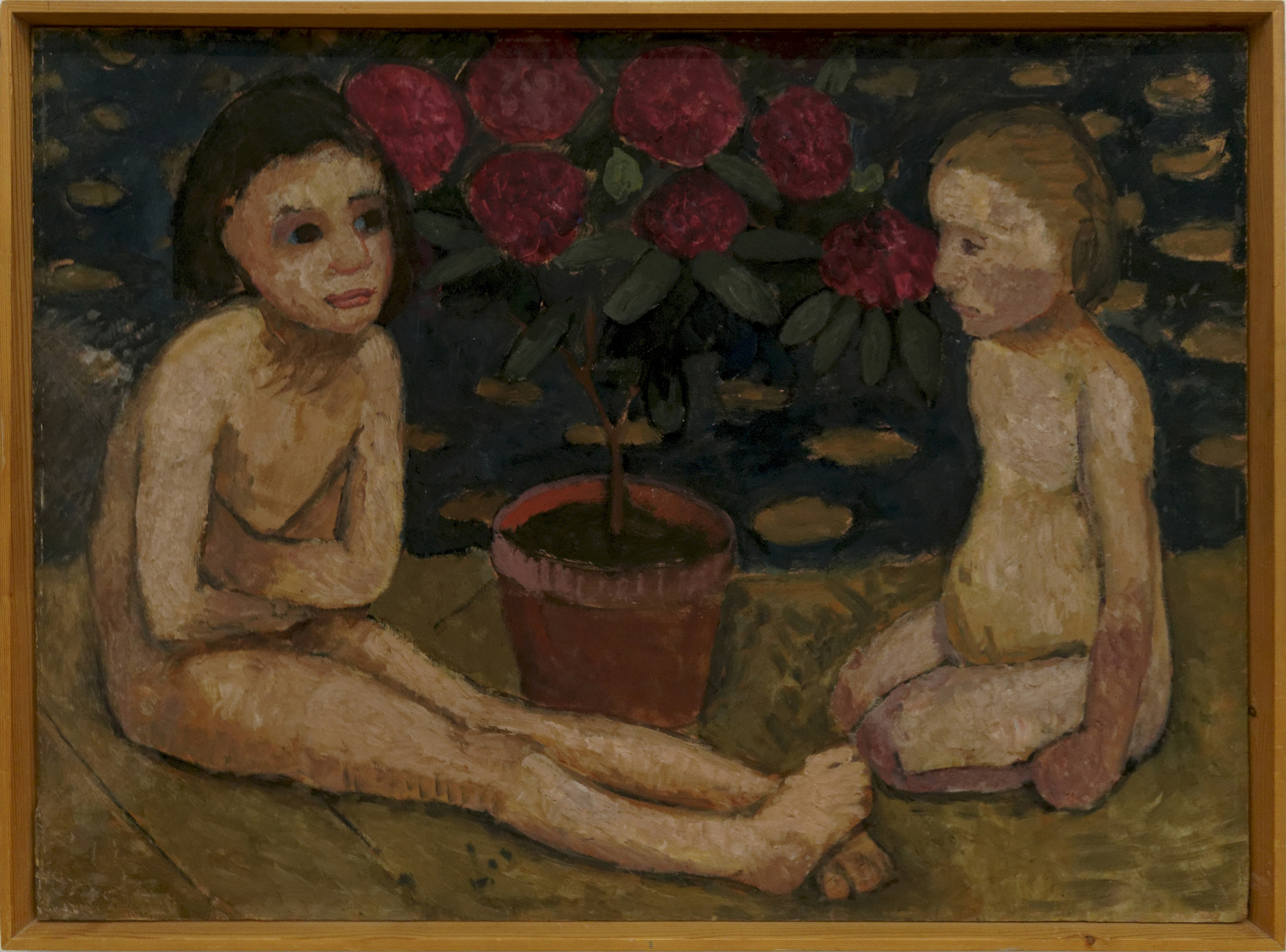
1906 — Paula Modersohn-Becker (1876 - 1907) – Doi copii nud șezând
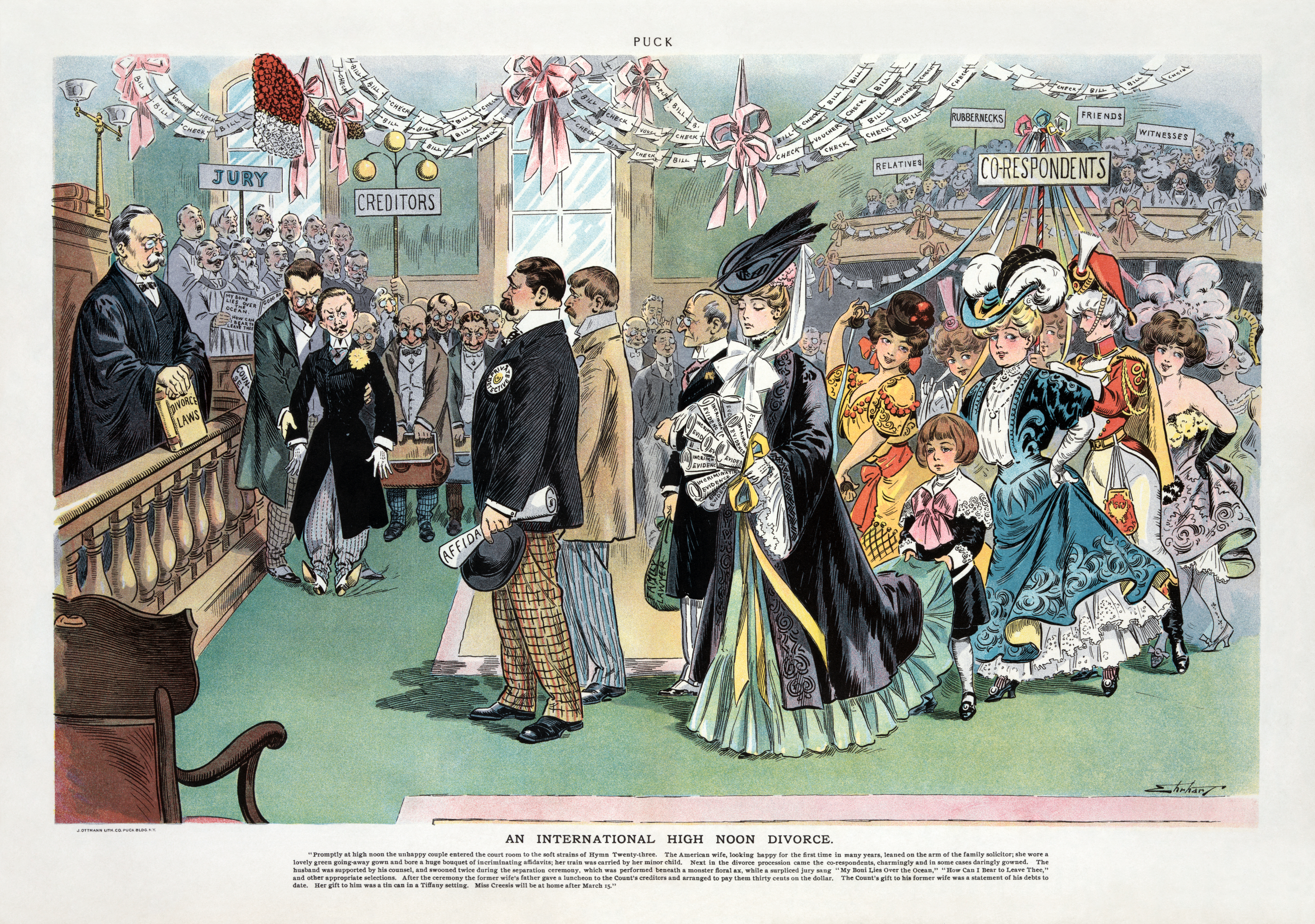
1906 — Caricatură de ilustratorul american Samuel D. Ehrhart (1862 – 1937) - Un divorț internațional la amiază - ilustrând divorțul dintre Anna Gould și Boni de Castellane
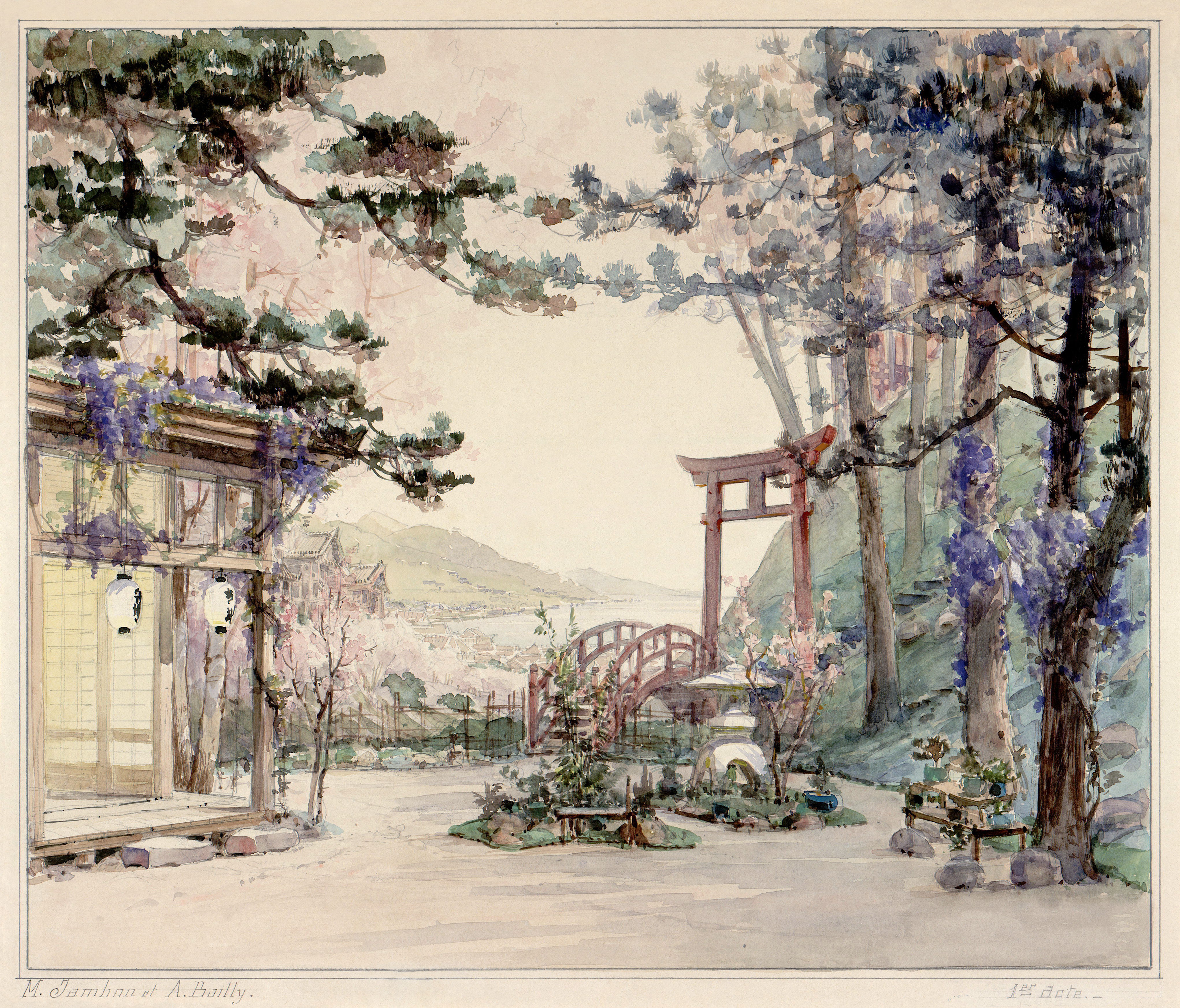
1906 — Decor (Collina presso Nagasaki) de Alexandre Bailly (n. 1866) și Marcel Jambon (1848 - 1908) pentru opera Madama Butterfly
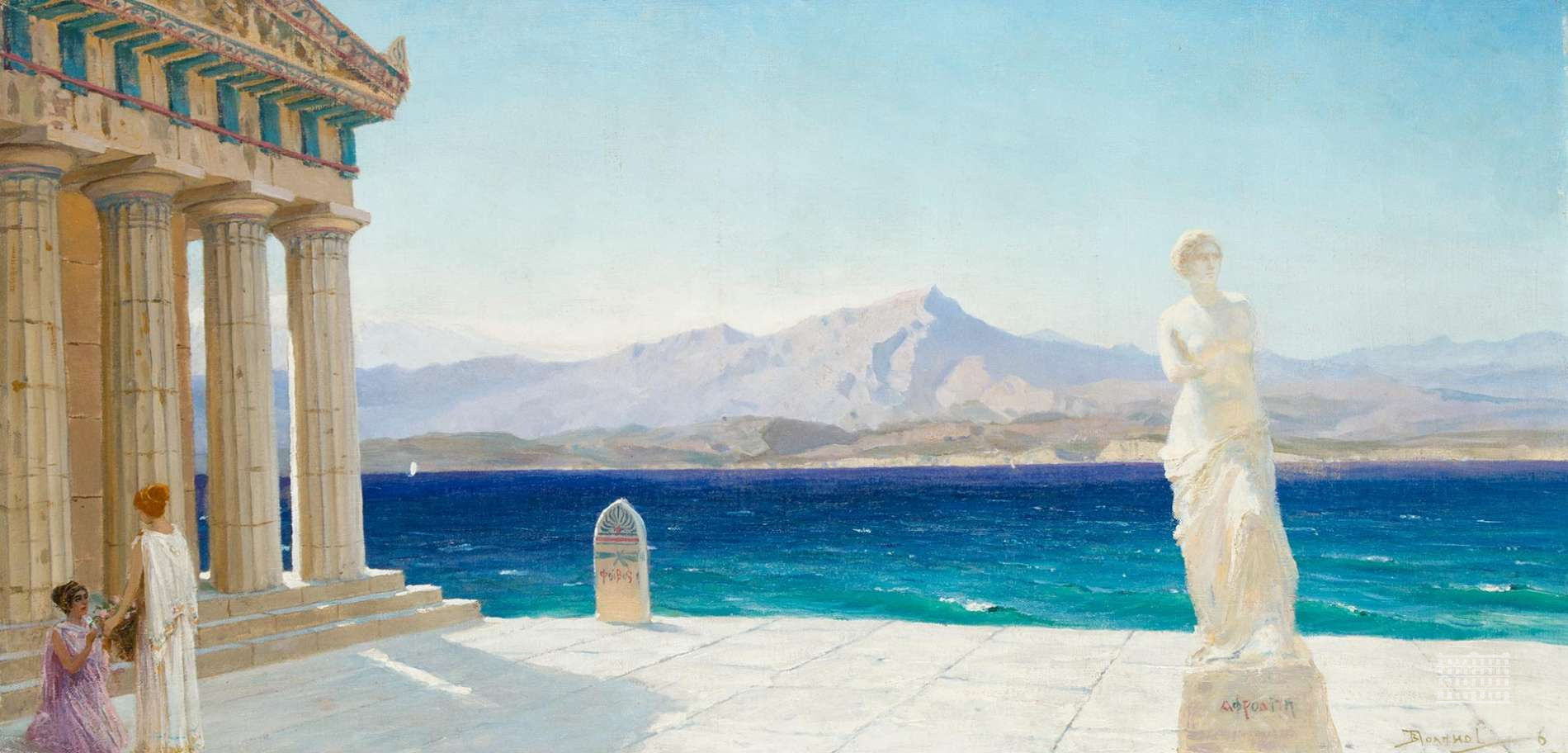
1906 — Vasili Polenov (1844 – 1927) – Peisaj din antichitate
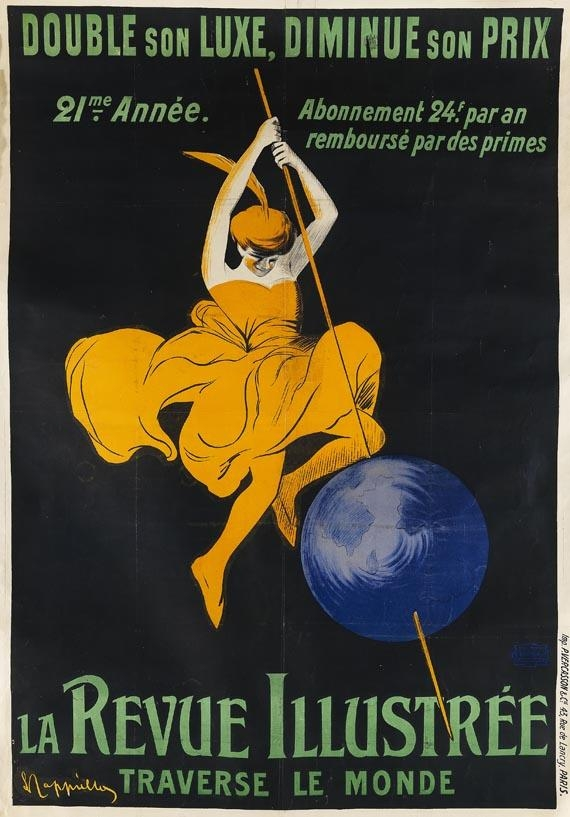
1906 — Posterul Revue illustrée" traverse le monde - Revista ilustrată traversează lumea - de Leonetto Cappiello (1875 - 1942)